# Панов Микола Іванович (правознавець)
Микола Іванович Панов (7 серпня 1940 р., село Берека, Первомайський район, Харківська область, Українська РСР — 12 квітня 2023 р.) — радянський та український вчений-правознавець. Доктор юридичних наук (1987), професор (1989), академік Національної академії правових наук України (2000).
У молодості займався боксом, став майстром спорту СРСР (1965). Починаючи з 1966 М. І. Панов працює в Національному юридичному університеті імені Ярослава Мудрого, був проректором з наукової роботи (1987-2007) та завідувачем кафедри кримінального права № 2 (1999-2020). Старший радник юстиції.
Заслужений діяч науки та техніки України (1995) та лауреат Державної премії України в галузі науки та техніки (2006). Учасник розробки проєкту Конституції України, Кримінального кодексу України та інших законів України.

## Біографія
Микола Панов народився 7 серпня 1940 року в селі Берека Первомайського району Харківської області Української РСР. У шкільні роки захоплювався кількома легкоатлетичними та гімнастичними спортивними дисциплінами, такими як: біг на 1500 метрів, біг на 3000 метрів, акробатика. Мав другий дорослий розряд із бігу на 1500 метрів, вигравав районні турніри з легкої атлетики та брав участь в обласних.
В 1959 році Микола Іванович закінчив школу і почав працювати на заводі «Світло шахтаря», що знаходиться поряд з Харковом, паралельно став займатися боксом під керівництвом тренера С. Є. Донде виступав за спортивне товариство «Локомотив». Проте вже за кілька місяців Микола Панов був призваний на термінову службу в Радянську армію, і в період служби почав тренуватися у Єшко. За час служби в армії М. І. Панов ставав чемпіоном з боксу своєї військової частини та призером першостей Київського військового округу, виконав 1-й спортивний розряд. Після демобілізації в 1962 році Микола Іванович вступив до Харківського юридичного інституту і продовжив заняття боксом у Семена Донде, в 1964 році він виграв бронзову медаль у другій середній вазі на чемпіонаті Української РСР і був включений склад республіканської збірної, а у 1965 році йому було надано звання майстра спорту СРСР.
В 1965 році Микола Іванович почав працювати на посаді слідчого в прокуратурі Чугуївського району Харківської області та залишив заняття боксом, а 1966 року «з відзнакою» закінчив Харківський юридичний інститут ім. Ф. е.. Дзержинського. Продовжував працювати в органах прокуратури до 1970 року, а потім вступив на аспірантуру у свою альма-матер, яку закінчив у 1972.
Закінчивши аспірантуру, Микола Іванович почав працювати в Харківському юридичному інституті ім. Ф. Е. Дзержинського, де послідовно обіймав науково-викладацькі посади: асистента, старшого викладача, доцента, старшого наукового співробітника та професора. Окрім науково-викладацької роботи М. І. Панов займався і адміністративною роботою, з 1974 по 1981 він був заступником декана заочного факультету М. П. Діденко, а у 1987—2007 роках обіймав посаду проректора з наукової роботи.
Крім роботи у Національній юридичній академії України, у 1990-х роках займався роботою в експертній раді з юридичних та політичних наук Вищої атестаційної комісії України до складу якої увійшла у 1992 році, а у 1997—2000 роках була заступником голови. Також з 1996 по 2000 рік Микола Іванович очолював експертну раду з юридичних наук Міністерства освіти і науки України.
Завідувач кафедри кримінального права №2.
21 грудня 1999 року було засновано Клуб боксу та кікбоксингу «Юридична академія» Національного юридичного університету імені Ярослава Мудрого, президентом якого було обрано Миколу Івановича Панова (станом на 2014 рік продовжував залишатися президентом Клубу).
Помер 12 квітня 2023 року в Харкові на 83-му році життя.

## Наукова діяльність

### Деякі праці
- Бачинін В. А., Журавський В. С., Панов М. І. Філософія права: Підручник для юрид. спец-тей вищих навч. закладів. — Київ : Видавничий Дім «Ін Юре», 2003. — 472 с. — 10 000 прим. — ISBN 966-313-014-8.

## Нагороди
Микола Іванович Панов відзначений наступними державними, регіональними, відомчими, науковими та спортивними нагородами, преміями, званнями та відзнаками
- - Орден «За заслуги» ІІІ ступеню (Указ Президента України № 1009/2002 від 13 листопада 2002) — «за вагомий особистісний внесок у підготовку висококваліфікованих юридичних фахівців, багаторічну плідну наукову[17];
  - Державна премія України в галузі науки і техніки (Указ Президента України № 1103/2006 від 20 грудня 2006) — «за підручники: „Кримінальне право України: Загальна частина“ — К.: Юринком Інтер; Х.: Право, 2001. - 416 с.; „Кримінальне право України: Загальна частина“ — 2-ге вид., перероб. та дод.- К.: Юринком Інтер, 2004. - 480 с.; „Кримінальне право України: Особлива частина“ — К.: Юринком Інтер; Х.: Право, 2001-496 с; „Кримінальне право України: Особлива частина“.- 2-ге вид., Перероб. та дод. — К.: Юринком Інтер, 2004. — 544 с.»[18].
  - Почесне звання «Заслужений діяч науки і техніки України» (Указ Президента України № 122/95 від 14 лютого 1995) — «за значний особистий внесок у розвиток правових засад української державності, підготовку висококваліфікованих юридичних кадрів»[19];
  - Почесна грамота Харківській обласній державній адміністрації (Розпорядження Голови Харківської обласної державної адміністрації № 553 від 14 жовтня 2014 р.) — «за вагомий особистий внесок у розвиток правової держави, право і право високий професіоналізм та з нагоди Дня юриста»[20];

- - Стипендіат стипендії імені Василя Пилиповича Маслова Харківської обласної державної адміністрації (2017)[21];
  - Почесний громадянин Харківської області (Рішення Харківська обласна рада від 23 вересня 2021)[22];
  - Почесне звання «Почесний громадянин Первомайського району Харківської області» (2001);
  - Почесне звання «Почесний громадянин міста Первомайський» (2004);
  - Премія імені Ярослава Мудрого (2002);
  - Почесне звання «Заслужений професор Національної юридичної академії України імені Ярослава Мудрого» (2009);
  - Нагрудний знак «Почесний працівник прокуратури України» (2005);
    - Подяка Генерального прокурора України (2012)[23];
    - Класний чин «старший радник юстиції»;
    - Спортивне звання «Майстер спорту СРСР з боксу» (1965) [5];
    - Переможець XIX обласного конкурсу «Вища школа Харківщини — найкращі імена», номінація «Завідувач кафедри» (2017)[24];
    - Подяка Генерального прокурора України (20 листопада 2012)[25].